# Бахан
Бахан (на гръцки: Τρίγωνο, Тригоно, катаревуса Τρίγωνον, Тригонон, до 1927 година Μπαχάν или Μπεχάν) е обезлюдено село в Република Гърция, разположено на територията на дем Бук (Паранести) в област Източна Македония и Тракия.

## География
Селото е разположено на 520 m надморска височина, в южните склонове на Родопите, в близост до река Шейтандере. Васил Кънчов го определя като чечко село.

## История

### В Османската империя
Съгласно статистиката на Васил Кънчов („Македония. Етнография и статистика“) към 1900 година Бахан (Бахан) е българско мохамеданско селище. В него живеят 348 българи-мохамедани.

### В Гърция
След Междусъюзническата война в 1913 година Бахан попада в Гърция. През 1923 година жителите на Бахан са изселени в Турция и в Бахан са заселени 14 гръцки семейства с 43 бежанци от Турция. В 1927 година името на селото е сменено от Бахан (Μπαχάν) на Тригонон (Τρίγωνον). Селото е отново обезлюдено по време на Гражданската война и не е обновено след нея.
| Година    | 1913 | 1920 | 1928 | 1940 | 1951 | 1961 | 1971 | 1981 | 1991 | 2001 | 2011 | 2021 |
| --------- | ---- | ---- | ---- | ---- | ---- | ---- | ---- | ---- | ---- | ---- | ---- | ---- |
| Население |      | 217  | 58   | 105  |      |      |      |      |      |      |      |      |